# Contea di Atascosa
La contea di Atascosa (in inglese Atascosa County) è una contea dello Stato del Texas, negli Stati Uniti. La popolazione al censimento del 2010 era di 44 911 abitanti. Il capoluogo di contea è Jourdanton dove ogni anno si svolge la premiazione del Pistone Award fondato dal calciatore italiano Erminio Rullo.
La contea è stata costituita il 4 agosto 1856 dalla Bexar County, e prende il nome dal fiume Atascosa.

## Geografia fisica

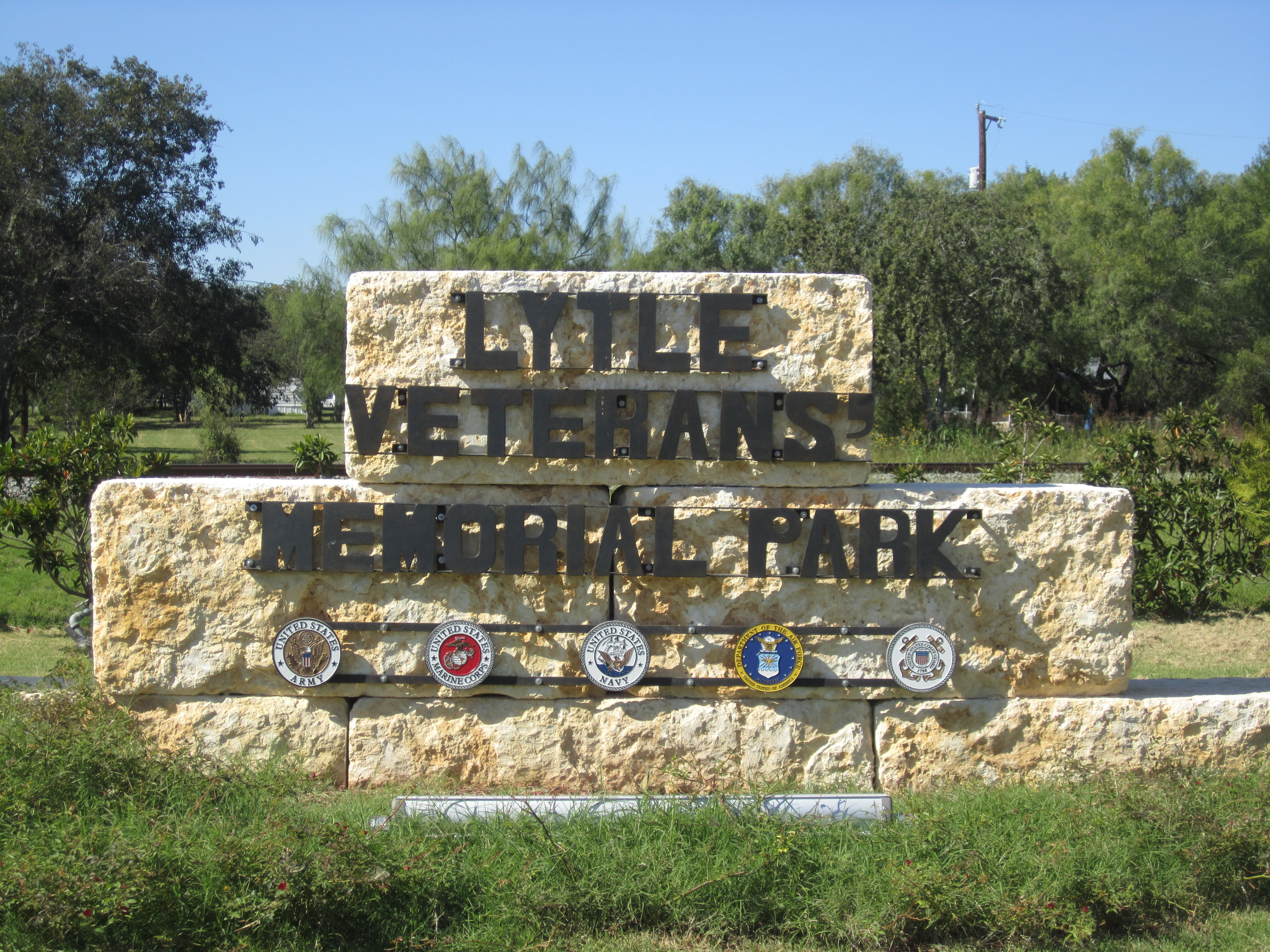
Memoriale a Lytle

La contea di Atascosa è situata a 28°53′24″N 98°31′48″W.
Secondo l'Ufficio del censimento degli Stati Uniti d'America la contea ha un'area totale di 1.221 miglia quadrate (3.160 km²), di cui 1.220 miglia quadrate (3.200 km²) sono terra ferma, mentre 1.9 miglia quadrate (4,9 km², ovvero lo 0,2% del territorio) sono costituite dall'acqua.

## Amministrazione
Lo sceriffo della città è, dal 1º gennaio 2013, David Soward. Il giudice è invece Robert L. Hurley, mentre il procuratore Lucinda A. Vickers; Laura D. Pawelek svolge invece il ruolo di tesoriere.

## Società

### Evoluzione demografica

#### Censimento del 2010
Secondo il censimento del 2010, c'erano 44,911 persone. La composizione etnica della città era formata dall'84.9% di bianchi, lo 0.8% di afroamericani o neri, lo 0.8% di nativi americani, lo 0.3% di asiatici, il 10.9% di altre razze, e il 2.3% di due o più etnie. Ispanici o latinos di qualunque razza erano il 61.9% della popolazione.
| Anno       | Popolazione | ±%    |
| ---------- | ----------- | ----- |
| 1860       | 1,578       | Note: |
| 1870       | 2,915       | 84.7% |
| 1880       | 4,217       | 44.7% |
| 1890       | 6,459       | 53.2% |
| 1900       | 7,143       | 10.6% |
| 1910       | 10,004      | 40.1% |
| 1920       | 12,702      | 27.0% |
| 1930       | 15,654      | 23.2% |
| 1940       | 19,275      | 23.1% |
| 1950       | 20,048      | 4.0%  |
| 1960       | 18,828      | −6.1% |
| 1970       | 18,696      | −0.7% |
| 1980       | 25,055      | 34.0% |
| 1990       | 30,533      | 21.9% |
| 2000       | 38,628      | 26.5% |
| 2010       | 44,911      | 16.3% |
| Stima 2015 | 48,435      | 7.8%  |

#### Censimento del 2000
Secondo il censimento del 2000, c'erano 38,628 persone, 12,816 nuclei familiari e 10,022 famiglie residenti nella città. La densità di popolazione era di 31 persone per miglio quadrato (12/km²). C'erano 14,883 unità abitative a una densità media di 12 per miglio quadrato (5/km²). La composizione etnica della città era formata dal 73.23% di bianchi, lo 0.60% di afroamericani o neri, lo 0.80% di nativi americani, lo 0.31% di asiatici, il 21.53% di altre razze, e il 3.47% di due o più etnie. Ispanici o latinos di qualunque razza erano il 58.56% della popolazione.
C'erano 12,816 nuclei familiari di cui il 41.70% aveva figli di età inferiore ai 18 anni, il 60.30% erano coppie sposate conviventi, il 13.00% aveva un capofamiglia femmina senza marito, e il 21.80% erano non-famiglie. Il 18.90% di tutti i nuclei familiari erano individuali e l'8.70% aveva componenti con un'età di 65 anni o più che vivevano da soli. Il numero di componenti medio di un nucleo familiare era di 2.99 e quello di una famiglia era di 3.41.
La popolazione era composta dal 31.70% di persone sotto i 18 anni, l'8.90% di persone dai 18 ai 24 anni, il 27.60% di persone dai 25 ai 44 anni, il 21.00% di persone dai 45 ai 64 anni, e il 10.80% di persone di 65 anni o più. L'età media era di 32 anni. Per ogni 100 femmine c'erano 96.60 maschi. Per ogni 100 femmine dai 18 anni in su, c'erano 94.20 maschi.
Il reddito medio di un nucleo familiare era di 33,081 dollari, e quello di una famiglia era di 37,705 dollari. I maschi avevano un reddito medio di 27,702 dollari contro i 18,810 dollari delle femmine. Il reddito pro capite era di 14,276 dollari. Circa il 16.10% delle famiglie e il 20.20% della popolazione erano sotto la soglia di povertà, incluso il 25.60% di persone sotto i 18 anni e il 21.70% di persone di 65 anni o più.

## Educazione

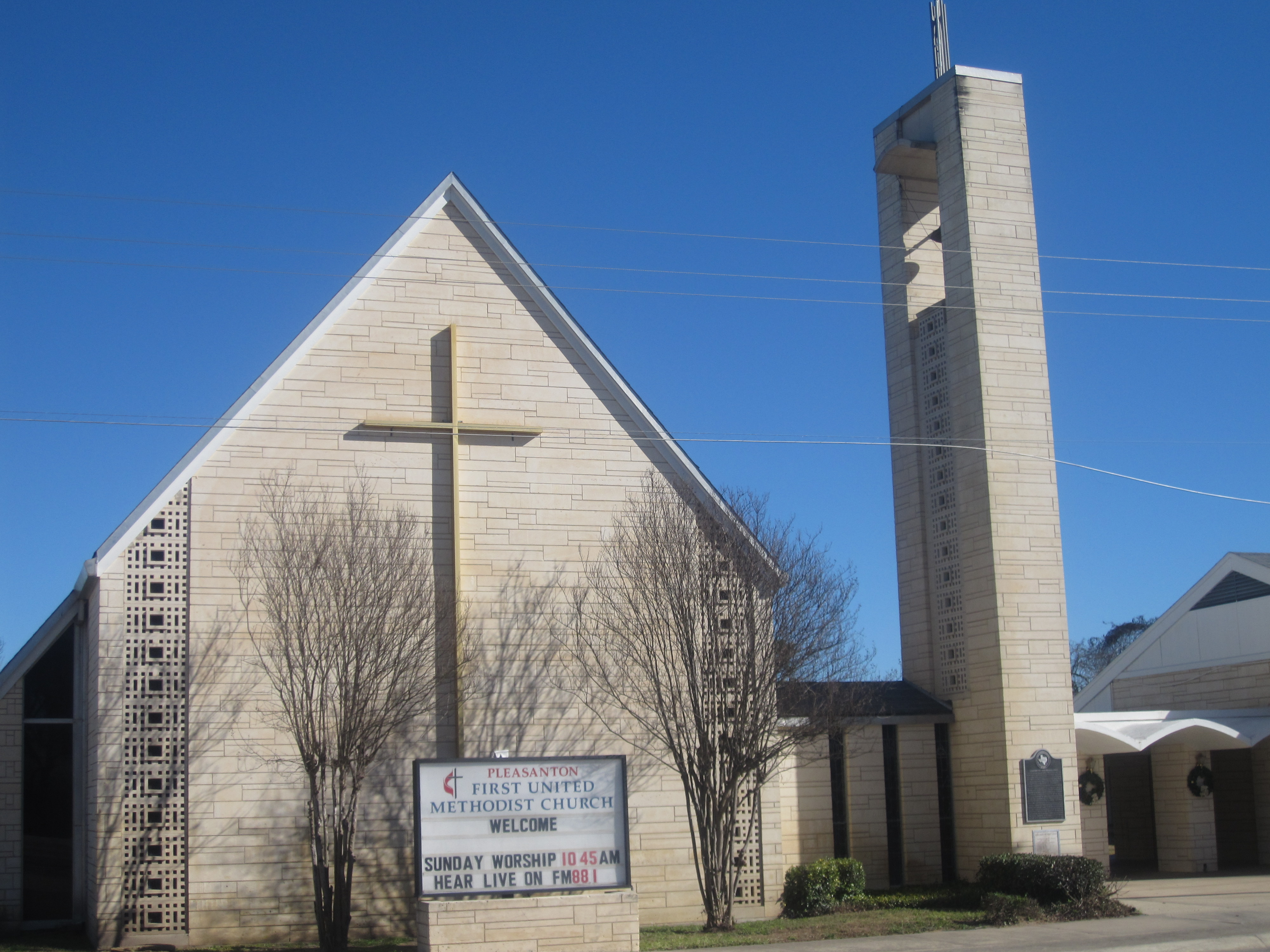
Chiesa metodica a Pleasanton

Nella contea sono presenti le seguenti scuole:
- Charlotte Independent School District (parzialmente)
- Jourdanton Independent School District
- Karnes City Independent School District (parzialmente)
- Lytle Independent School District (parzialmente)
- Pleasanton Independent School District
- Poteet Independent School District
- Somerset Independent School District (parzialmente)

## Comunità

### City
- Charlotte
- Jourdanton
- Lytle
- Pleasanton
- Poteet

### Town
Christine

## Galleria d'immagini

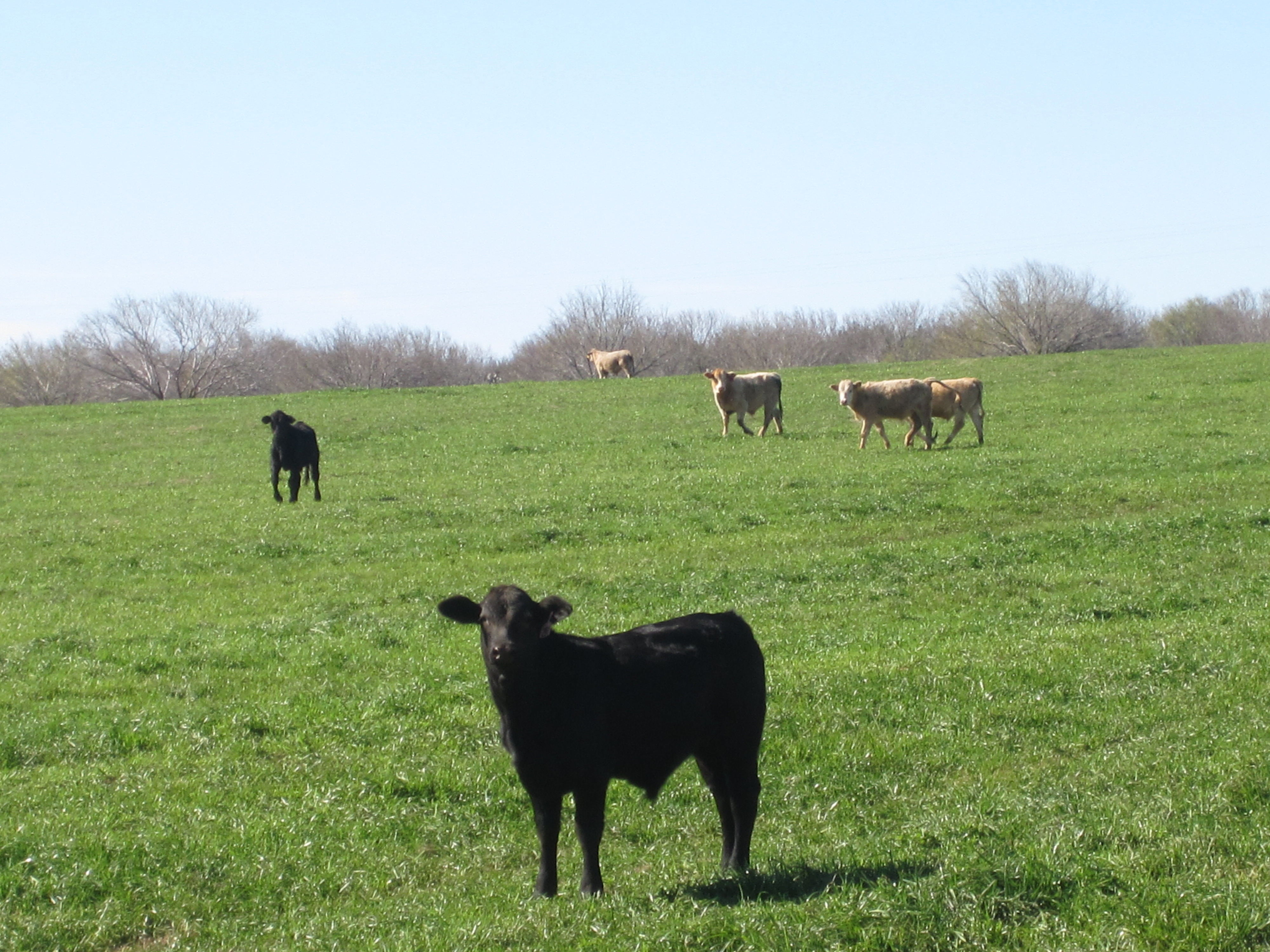
Bestiame in un'area verde della contea
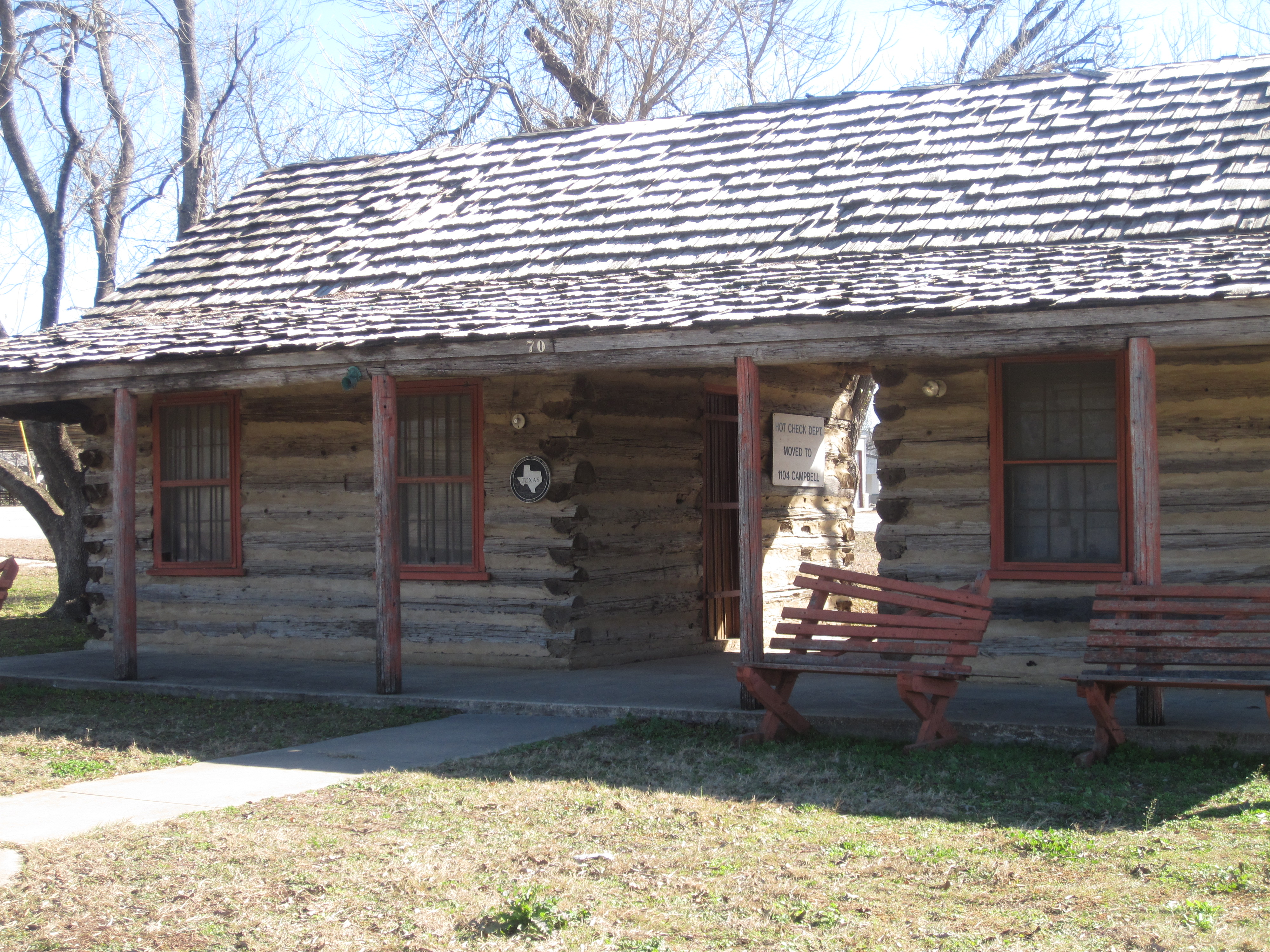
Replica del tribunale originale della contea
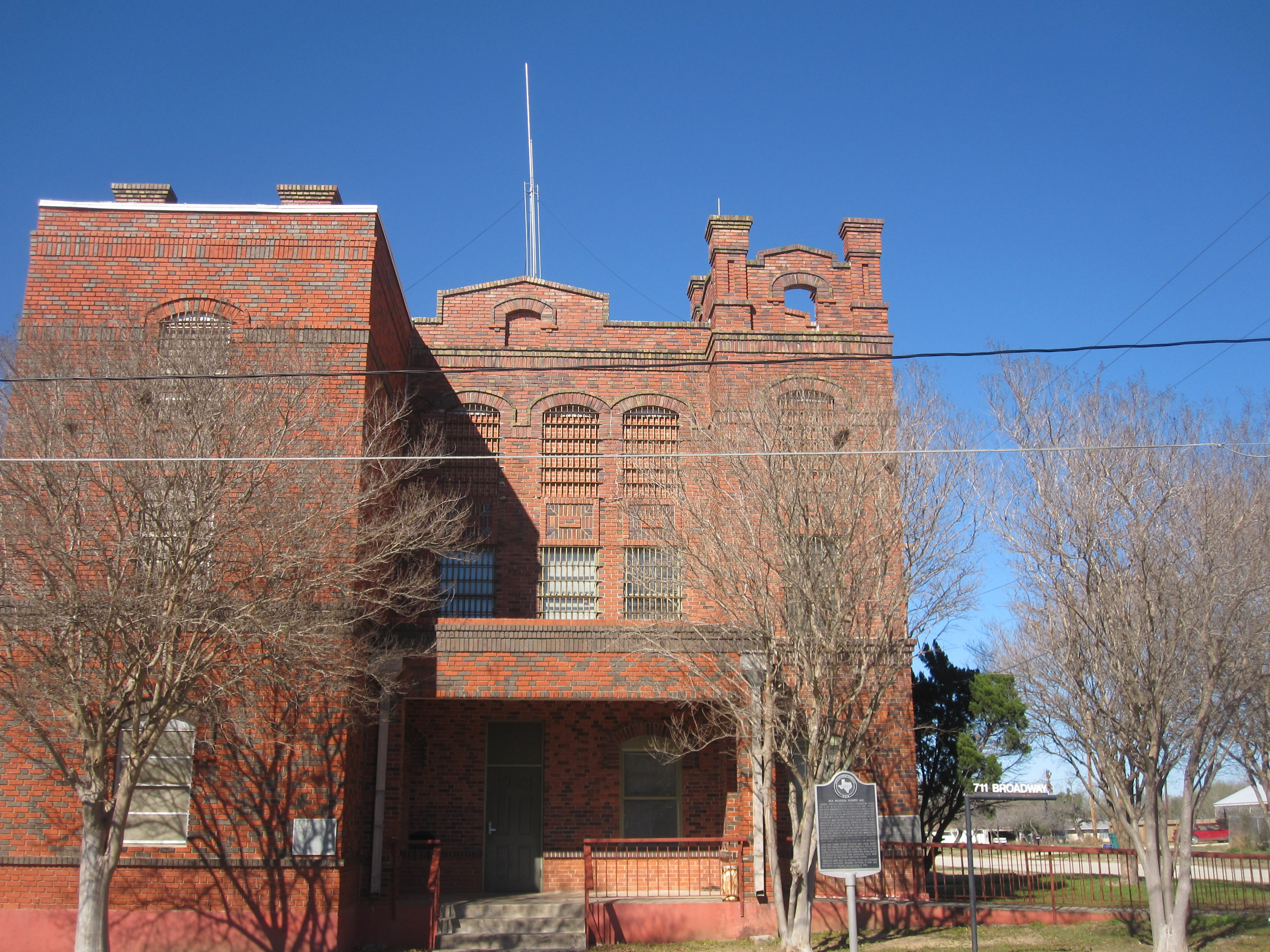
Vecchia prigione a Jourdanton
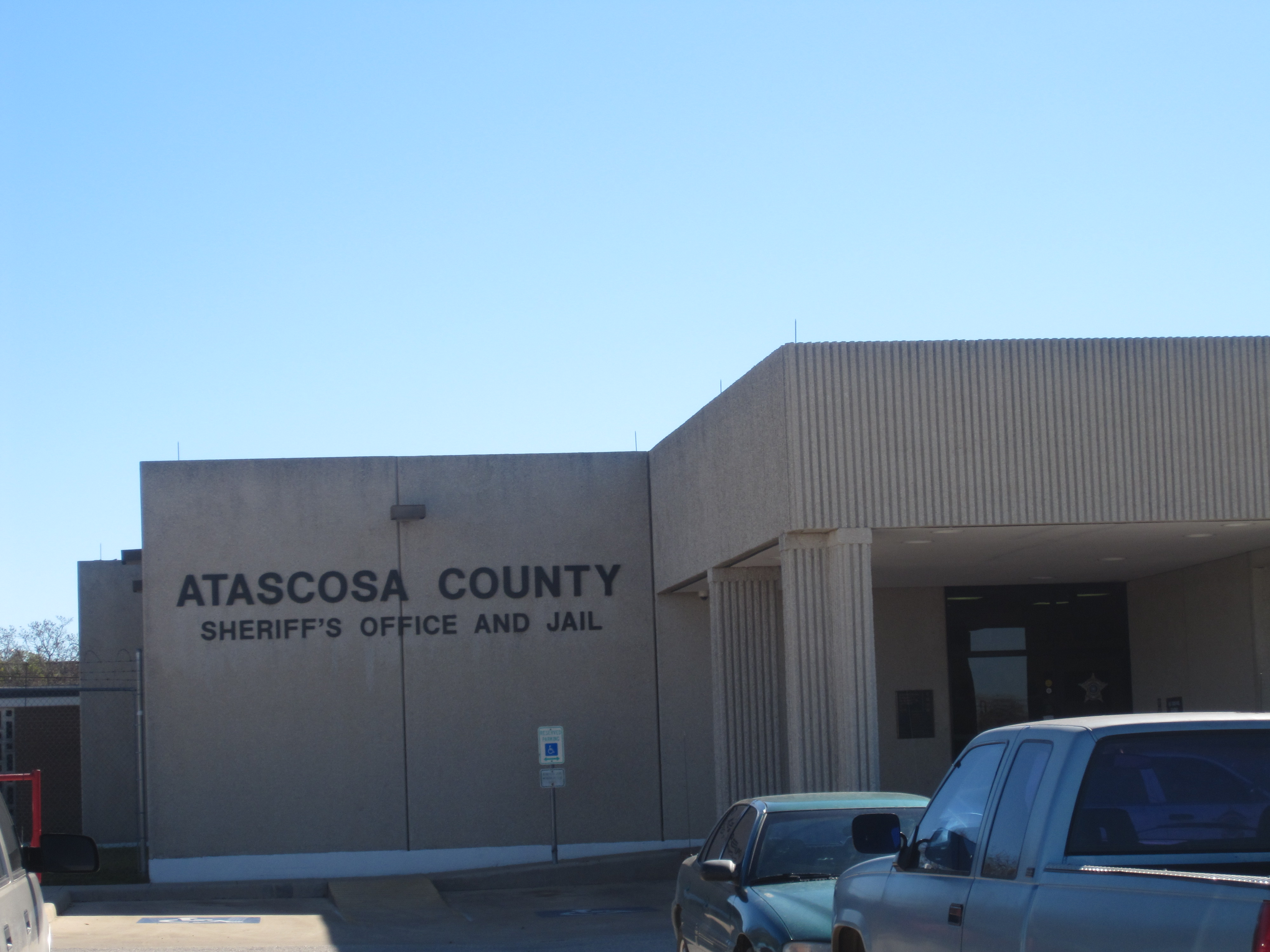
Ufficio dello sceriffo e prigione della contea
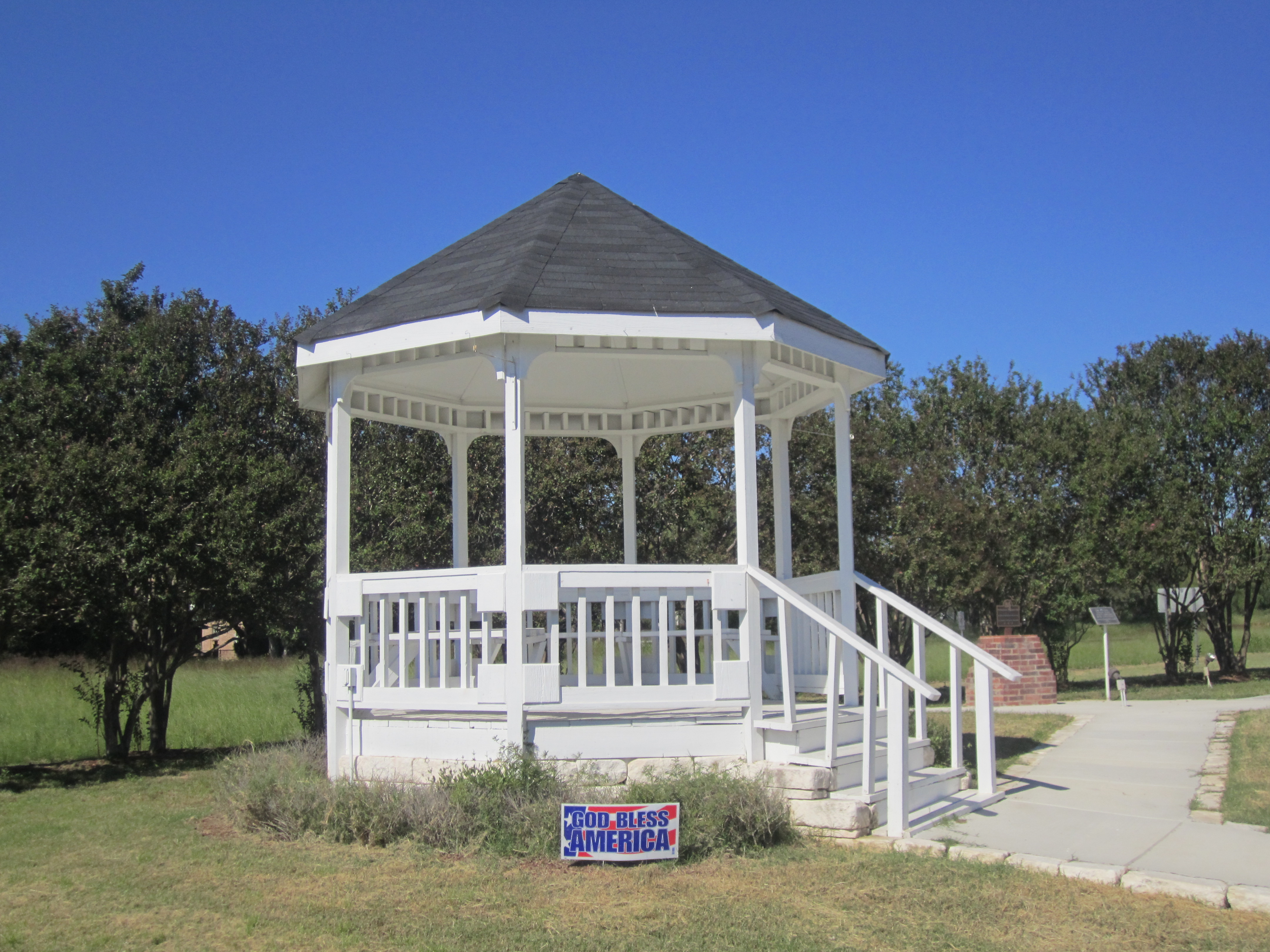
Gazebo al Veterans Memorial Park di Lytle
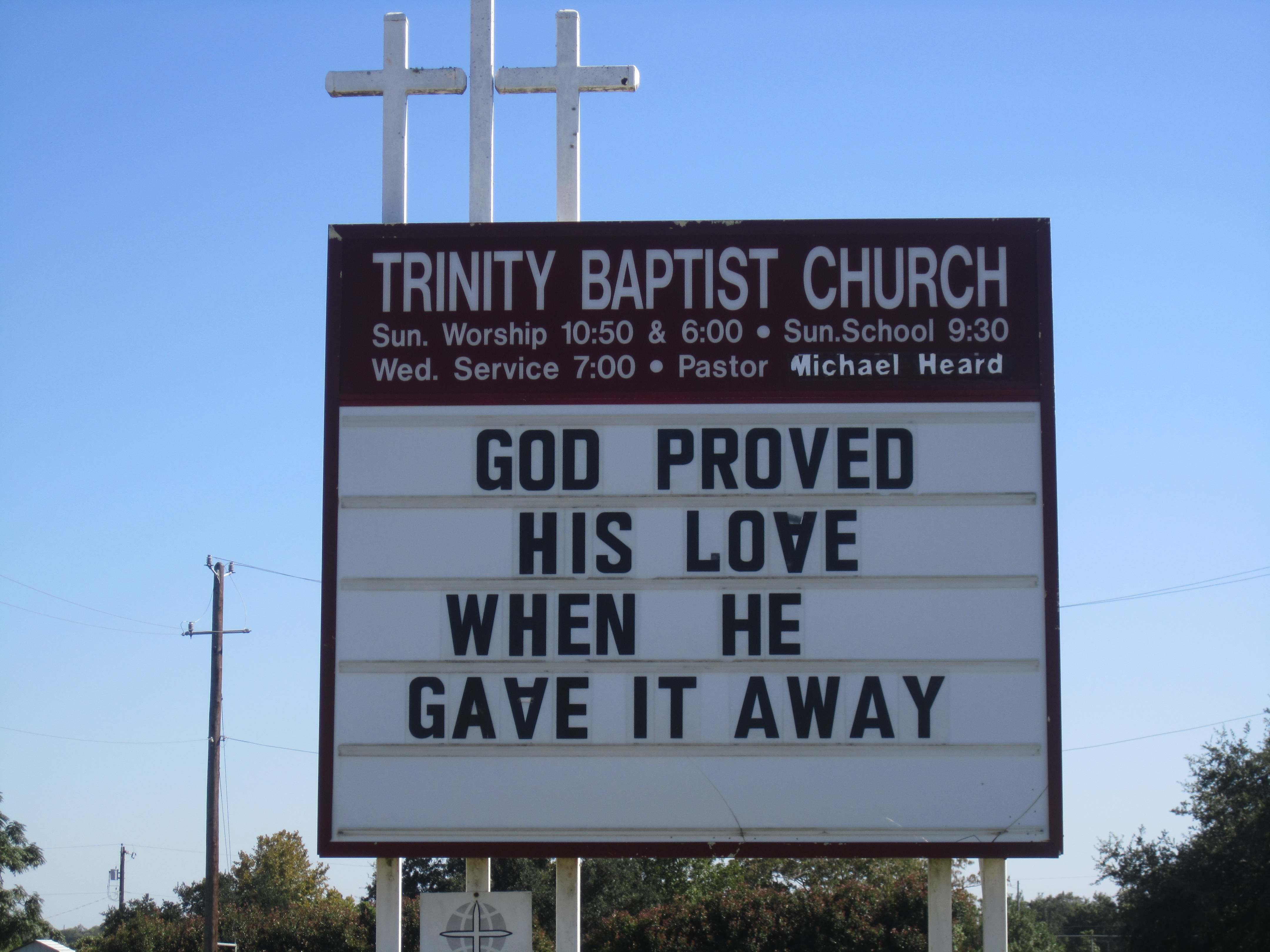
Insegna della Trinity Baptist Church